# Médaille pour service méritoire dans les services d'urgence
La médaille pour service méritoire dans les services d'urgence est la récompense de l'État de la république d'Azerbaïdjan.

## Histoire
Le prix a été créé le 22 octobre 2010.

## Description
La médaille comprend une plaque ronde d’un diamètre 35 mm, fait du laiton et une plaque étroite doré avec l'ornement national.
La médaille pour service méritoire dans les services d'urgence est portée sur le côté gauche de la poitrine, après d'autres ordres et médailles de la république d'Azerbaïdjan.